# Torneo de Apertura ARUSA 2015
El Torneo de Apertura ARUSA de 2015 fue un torneo de rugby de primera división de Chile.
El campeón del torneo fue el club Universidad Católica.

## Primera fase
|  | Clasifica a las semifinales por el campeonato.    |
|  | Clasifica a las semifinales por el quinto puesto. |
|  | Clasifica a las semifinales por el noveno puesto. |

### Grupo A
| Pos. | Equipo         | Encuentros | Encuentros | Encuentros | Encuentros | Tantos | Tantos | Tantos | PB | PB | Puntos |
| Pos. | Equipo         | PJ         | PG         | PE         | PP         | F      | C      | Dif    | BO | BD | Puntos |
| ---- | -------------- | ---------- | ---------- | ---------- | ---------- | ------ | ------ | ------ | -- | -- | ------ |
| 1.º  | PWCC           | 5          | 5          | 0          | 0          | 259    | 60     | +199   | 5  | 0  | 25     |
| 2.º  | Stade Français | 5          | 4          | 0          | 1          | 144    | 88     | +56    | 2  | 0  | 18     |
| 3.º  | Alumni SC      | 5          | 3          | 0          | 2          | 163    | 78     | +85    | 4  | 1  | 17     |
| 4.º  | Old Reds       | 5          | 2          | 0          | 3          | 148    | 122    | +26    | 2  | 1  | 11     |
| 5.º  | Old Locks      | 5          | 1          | 0          | 4          | 48     | 198    | -150   | 0  | 0  | 4      |
| 6.º  | DOBS           | 5          | 0          | 0          | 5          | 43     | 259    | -216   | 0  | 1  | 1      |

### Grupo B
| Pos. | Equipo                  | Encuentros | Encuentros | Encuentros | Encuentros | Tantos | Tantos | Tantos | PB | PB | Puntos |
| Pos. | Equipo                  | PJ         | PG         | PE         | PP         | F      | C      | Dif    | BO | BD | Puntos |
| ---- | ----------------------- | ---------- | ---------- | ---------- | ---------- | ------ | ------ | ------ | -- | -- | ------ |
| 1.º  | COBS                    | 5          | 5          | 0          | 0          | 318    | 48     | +270   | 5  | 0  | 25     |
| 2.º  | Universidad Católica    | 5          | 3          | 0          | 2          | 207    | 127    | +80    | 3  | 2  | 17     |
| 3.º  | Old Boys                | 5          | 3          | 0          | 2          | 181    | 133    | +48    | 4  | 1  | 17     |
| 4.º  | Old Georgians           | 5          | 2          | 1          | 2          | 133    | 159    | -26    | 2  | 1  | 13     |
| 5.º  | Seminario La Serena     | 5          | 1          | 1          | 3          | 60     | 185    | -120   | 0  | 0  | 6      |
| 6.º  | Universidad Santo Tomas | 5          | 0          | 0          | 5          | 52     | 299    | -247   | 0  | 0  | 0      |

## Fase final

### Noveno puesto
|  | Semifinal           | Semifinal           | Semifinal |     |      | Final | Final | Final |  |
|  |                     |                     |           |     |      |       |       |       |  |
|  |                     |                     |           |     |      |       |       |       |  |
|  | DOBS                | DOBS                | 20        |     |      |       |       |       |  |
|  | DOBS                | DOBS                | 20        |     |      |       |       |       |  |
|  | Seminario La Serena | Seminario La Serena | 17        |     |      |       |       |       |  |
|  | Seminario La Serena | Seminario La Serena | 17        |     | DOBS | DOBS  | 29    |       |  |
|  |                     |                     |           |     | DOBS | DOBS  | 29    |       |  |
|  |                     |                     | UST       | UST | 26   |       |       |       |  |
|  | UST                 | UST                 | UST       | UST | 26   | 37    |       |       |  |
|  | UST                 | UST                 |           |     |      | 37    |       |       |  |
|  | Old Locks           | Old Locks           | 28        |     |      |       |       |       |  |
|  | Old Locks           | Old Locks           | 28        |     |      |       |       |       |  |
|  |                     |                     |           |     |      |       |       |       |  |

### Quinto puesto
|  | Semifinal     | Semifinal     | Semifinal |           |          | Final    | Final | Final |  |
|  |               |               |           |           |          |          |       |       |  |
|  |               |               |           |           |          |          |       |       |  |
|  | Old Reds      | Old Reds      | 33        |           |          |          |       |       |  |
|  | Old Reds      | Old Reds      | 33        |           |          |          |       |       |  |
|  | Old Boys      | Old Boys      | 27        |           |          |          |       |       |  |
|  | Old Boys      | Old Boys      | 27        |           | Old Reds | Old Reds | 13    |       |  |
|  |               |               |           |           | Old Reds | Old Reds | 13    |       |  |
|  |               |               | Alumni SC | Alumni SC | 10       |          |       |       |  |
|  | Alumni SC     | Alumni SC     | Alumni SC | Alumni SC | 10       | 50       |       |       |  |
|  | Alumni SC     | Alumni SC     |           |           |          | 50       |       |       |  |
|  | Old Georgians | Old Georgians | 6         |           |          |          |       |       |  |
|  | Old Georgians | Old Georgians | 6         |           |          |          |       |       |  |
|  |               |               |           |           |          |          |       |       |  |

### Campeonato
|  | Semifinal            | Semifinal            | Semifinal      |                |                      | Final                | Final | Final |  |
|  |                      |                      |                |                |                      |                      |       |       |  |
|  |                      |                      |                |                |                      |                      |       |       |  |
|  | Universidad Católica | Universidad Católica | 36             |                |                      |                      |       |       |  |
|  | Universidad Católica | Universidad Católica | 36             |                |                      |                      |       |       |  |
|  | PWCC                 | PWCC                 | 31             |                |                      |                      |       |       |  |
|  | PWCC                 | PWCC                 | 31             |                | Universidad Católica | Universidad Católica | 25    |       |  |
|  |                      |                      |                |                | Universidad Católica | Universidad Católica | 25    |       |  |
|  |                      |                      | Stade Français | Stade Français | 19                   |                      |       |       |  |
|  | Stade Français       | Stade Français       | Stade Français | Stade Français | 19                   | 26                   |       |       |  |
|  | Stade Français       | Stade Français       |                |                |                      | 26                   |       |       |  |
|  | COBS                 | COBS                 | 20             |                |                      |                      |       |       |  |
|  | COBS                 | COBS                 | 20             |                |                      |                      |       |       |  |
|  |                      |                      |                |                |                      |                      |       |       |  |

| Bandera de Chile             |
| Campeón Universidad Católica |